# Newlands-Stadion
Das Newlands-Stadion (durch Sponsoringvertrag offiziell DHL Newlands) ist ein Rugby- und Fußballstadion in der südafrikanischen Stadt Kapstadt. Es fasst 51.100 Zuschauer und ist die Heimspielstätte der Stormers in der Super Rugby und dient der südafrikanischen Rugby-Union-Nationalmannschaft, den „Springboks“, als Austragungsort für Spiele bei der Rugby Championship. Das Eröffnungsspiel der Rugby-Union-Weltmeisterschaft 1995 fand ebenfalls hier statt. Bis zum Ende der Saison 2004/05 spielte auch der Fußballverein Ajax Cape Town regelmäßig im Newlands-Stadion, ist inzwischen aber in das Athlone-Stadion umgezogen. Die Sportstätte bietet gegenwärtig 51.489 Plätze (45.489 Sitzplätze und 6000 Stehplätze). Darin enthalten sind 5700 V.I.P. -Sitze und 389 Presseplätze.

## Geschichte
Die Western Province Rugby and Football Union kaufte 1888 das Gelände, auf dem das heutige Newlands-Stadion steht. Am 31. Mai 1890 wurde das erste Spiel ausgetragen, insgesamt 2.400 Zuschauer kamen. Im folgenden Jahr wurde das erste Rugbyspiel im Newlands ausgetragen, als die südafrikanische Nationalmannschaft auf die British and Irish Lions traf. 1919 wurden die ersten Tribünen gebaut, die bis in die 1940er Jahre kontinuierlich erweitert wurden. In den 1950ern wurde die Infrastruktur erweitert, es wurden beispielsweise Fahrstühle und mehrere Aufenthaltsräume geschaffen. Als der südafrikanische Rugbyverband in den 1970ern seinen Hauptsitz nach Kapstadt verlegte, wurden viele Teile des Stadions renoviert und weitere Funktionsräume gebaut.
Zum Beginn der 1990er Jahre wurde im Hinblick auf die Rugby-Union-Weltmeisterschaft 1995 nochmals das komplette Stadion erweitert und modernisiert. Am 25. Mai des Jahres wurde das Eröffnungsspiel der Weltmeisterschaft zwischen Gastgeber Südafrika und Australien hier ausgetragen. In der Folge der Weltmeisterschaft änderte sich der Name des Stadions aufgrund von Sponsoren stetig. Zunächst hieß es Norwich Park Newlands, dann Fedsure Park Newlands und wurde später wieder zu Newlands. 2005 wurde die südafrikanische Mobilfunkgesellschaft Vodacom Namenssponsor, beließ ihn aber bei seiner ursprünglichen Bezeichnung. Im November 2010 wurde das Logistikunternehmen DHL Namenssponsor und das Stadion erhielt die Bezeichnung DHL Newlands.
Das Newlands Stadium soll 2021 abgerissen werden, um Platz für Wohnhäuser und Geschäfte zu machen. Der Eigentümer Western Province Rugby Football Union (WPRFU) soll ein Angebot eines Investors Investec für das Gelände über 110 Mio. ZAR (rund 5,9 Mio. €) angenommen haben. Das Newlands Stadium ist das älteste Rugbystadion des Landes und das zweitälteste Rugbystadion der Welt.
Ende Januar 2021 trug DHL Western Province das letzte Spiel im über 130 Jahre alten Newlands Stadium aus. Die 1995 zuletzt renovierte Anlage entspricht nicht mehr den modernen Sicherheitsanforderungen. Die im Stadion beheimateten Clubs sollen in das Kapstadt-Stadion umziehen. Auf dem Stadiongelände sollen Wohnungen und Verkaufsflächen entstehen.

## Galerie

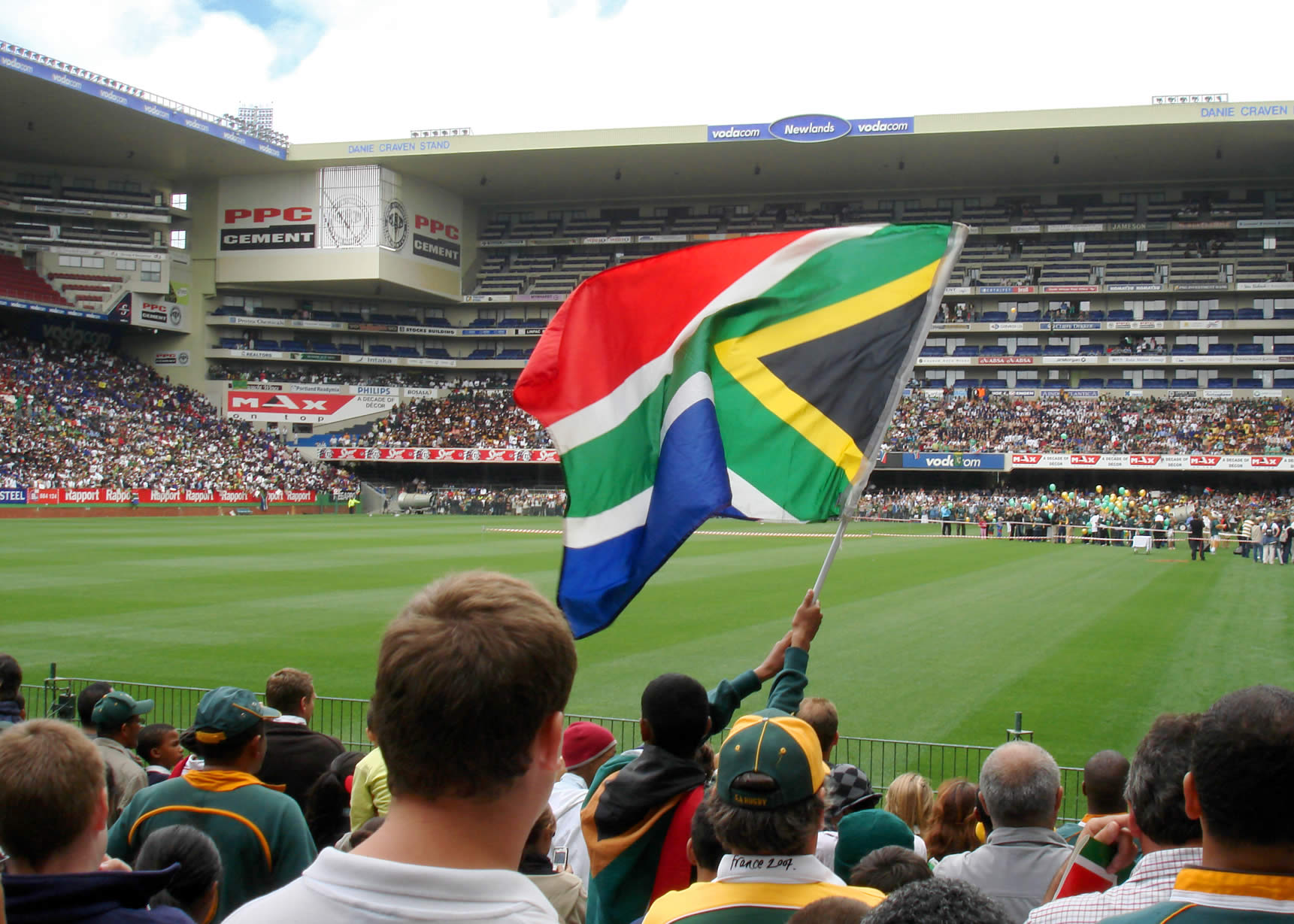
Fans der Springboks (Oktober 2007)
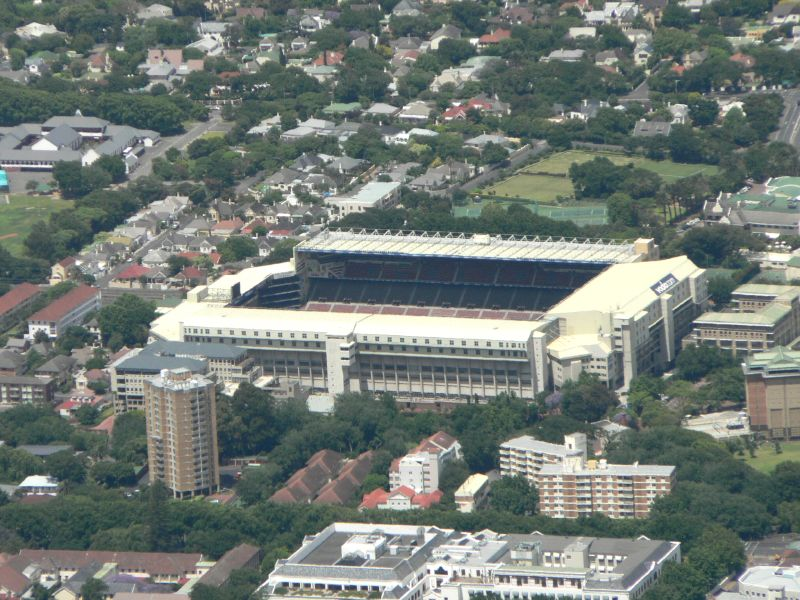
Luftaufnahme (November 2007)